# The Barge Man of Old Holland
The Barge Man of Old Holland (o The Bargeman of Old Holland) è un cortometraggio muto del 1910.

## Trama
Johan è un contadino ridotto in miseria. Mendica inutilmente un lavoro e, disperato, abbandona il suo bambino, orfano di madre, mettendolo su una barca alla deriva, fidando nella divina provvidenza. Si dà al vagabondaggio e trova, ormai troppo tardi per lui, del denaro.
Il bambino, intanto, è stato raccolto dalla moglie del barcaiolo di Bergen. La donna non ha figli e accoglie come suo quel dono del cielo. Quattro anni dopo, nasce una bambina. I due ragazzi crescono insieme, provando l'un per l'altra ben più che un amore tra fratello e sorella. Un giorno, Johan riconosce in quel ragazzo suo figlio. Per stargli accanto, senza farsi riconoscere, va a vivere lì vicino. Quando il giovane rischia di annegare per soccorrere il barcaiolo ubriaco caduto in acqua, sarà Johan a salvarlo. Svelata la sua vera identità, verrà accolto con gioia dal figlio che ora è libero di sposare la ragazza che ama.

## Produzione
Il film fu prodotto dalla Selig Polyscope Company.

## Distribuzione
Distribuito dalla General Film Company, il film - un cortometraggio in una bobina - uscì nelle sale cinematografiche statunitensi il 6 giugno 1910.